# ヴォイチェフ・ザレンバ
ヴォイチェフ・ザレンバ（Wojciech Zaremba, 1988年11月30日 - ）は、ポーランドの計算機科学者であり、OpenAIの創設チームメンバーの一人である。彼は、コンピューターコードを記述するAIに取り組むCodex研究チームと、GPT-3の後継モデルの開発に取り組む言語チームの両方を率いている。

## 生い立ち
ザレンバはポーランドのクルチボルクで生まれた。幼い頃、彼は数学、計算機科学、化学、物理学の地方大会や賞を受賞した。2007年にはベトナムで開催された国際数学オリンピックにポーランド代表として出場し、銀メダルを獲得した。
ザレンバはワルシャワ大学とエコール・ポリテクニークで数学と計算機科学を学び、2013年に数学の修士号を2つ取得して卒業した。その後、ヤン・ルカンとロブ・ファーガスの指導の下、ニューヨーク大学(NYU)でディープラーニングの博士課程に進んだ。ザレンバは2016年に博士号を取得した。

## 経歴
学士課程在学中は、ディープラーニング以前の時代（2008年）にNVIDIAで勤務した。博士課程の研究はGoogle BrainとFacebook Artificial Intelligence Research（1年間）に分割された。
Google在籍中は、ニューラルネットワークに対する敵対的サンプルに関する研究論文を共同執筆した。この成果は、ニューラルネットワークに対する敵対的攻撃という研究分野を生み出した。
彼の博士論文は、ニューラルネットワークの能力をプログラム可能なコンピュータのアルゴリズム的パワーと一致させることに焦点を当てている。
2015年、ザレンバは安全な人工知能の開発を目指す人工知能（AI）研究企業であるOpenAIの共同設立者の一人となった。OpenAIでは、ロボット工学研究マネージャーを務めている。また、機械学習と人工知能を用いて販売プロセスを自動化することを目指すシリコンバレーのスタートアップ企業であるGrowbotsの諮問委員会にも名を連ねている。

## 受賞歴
- Forbes誌ポーランド版2017年版「30歳未満の最も影響力のあるポーランド人」に選出[20]
- Google Fellowship 2015[21]
- 第48回国際数学オリンピック銀メダル[6]